# Atemnora
Atemnora este un gen de insecte lepidoptere din familia Sphingidae.

Cladograma conform Catalogue of Life:
| Atemnora | \| \| Atemnora falkensteinii \| \| \| \| \| \| Atemnora westermanni \| \| \| \| |
|          | \| \| Atemnora falkensteinii \| \| \| \| \| \| Atemnora westermanni \| \| \| \| |
|          | Atemnora falkensteinii                                                          |
|          |                                                                                 |
|          | Atemnora westermanni                                                            |
|          |                                                                                 |